# Lost Zweig
Lost Zweig é um filme brasileiro de 2002, do gênero drama, dirigido por Sylvio Back baseado na obra de Alberto Dines, "Morte no paraíso, a tragédia de Stefan Zweig" (1981).
Ganhou vários prêmios em festivais e só posteriormente estreou timidamente nos cinemas brasileiros, seguido pela lançamento do DVD para locação e exibição no Canal Brasil. Há um documentário anterior do próprio diretor sobre o casal Lotte e Stefan Zweig com vários depoimentos, inclusive de Alberto Dines.

## Sinopse
Relata a vinda do escritor judeu Stefan Zweig com sua esposa ao Brasil, até  seu suicídio em Petrópolis, no Rio de Janeiro após o carnaval de 1942.

## Elenco
- Rüdiger Vogler - Stefan Zweig
- Ruth Rieser - Lotte Zweig
- Renato Borghi - Getúlio Vargas
- Ney Piacentini - Hubert
- Cláudia Netto - Dorothea
- Daniel Dantas - Lauro Pontes
- Kiko Mascarenhas - Jonas Faerman
- Katia Bronstein - Hannah
- Denise Weinberg - Friderike
- Juan Alba - Alberto D'Ávila
- Ana Carbatti - Yolanda
- Odilon Wagner - Rabino Sholem Pech
- Michel Bercovitch - Rabino Koning
- Felipe Wagner - Israel Teitelbaun
- Carina Cooper - Erika
- Sílvia Chamecki - Lourdes
- Thelmo Fernandes - Orson Welles
- Garcia Júnior - Criado do palácio
- Waldir Onofre - Amolador de facas

## Principais prêmios e indicações
Festival de Brasília
- Venceu nas categorias de Melhor Atriz (Ruth Rieser), Melhor Roteiro e Melhor Direção de Arte.

Cine Ceará
- Venceu nas categorias de Melhor Filme, Melhor Direção, Melhor Fotografia, Melhor Roteiro e Melhor Trilha Sonora.

Festival de Cuiabá
- Venceu na categoria de Melhor Fotografia.